# Xã Marrowbone, Quận Moultrie, Illinois
Xã Marrowbone (tiếng Anh: Marrowbone Township) là một xã thuộc quận Moultrie, tiểu bang Illinois, Hoa Kỳ. Năm 2010, dân số của xã này là 1.730 người.